# Kressbronn am Bodensee
Kressbronn am Bodensee est une commune d'Allemagne, située dans le Land de Bade-Wurtemberg (arrondissement du Lac de Constance), au bord du lac de Constance.

## Histoire
- Au IXe siècle, Hemigkofen et Nonnenbach deviennent Kressbronn Hemigkofen. En 1365 Ungenbach et Kressbronn Hemigkofen appartiennent au comté de Tettnang Montfort jusqu'à sa décadence en 1780. En 1934, ces deux villes sont couplées pour être Kressbronn.
- En l'an 0 se trouvaient des agglomérations celtiques.
- En l'an 100 apr. J.-C., il y avait des villas gallo-romaines.
- Autour de 350 apr. J.-C., les Alémans se dirigeaient vers cette région et, vers 550 apr. J.-C., étaient soumis aux Francs, le district est créé.
- Après l'an 600 apr. J.-C., le christianisme se répand.

## Personnalités liées à la ville
- Andreas Brugger (1737-1812), peintre né à Kressbronn am Bodensee.
- Franz Nachbaur (1835-1902), ténor né au château de Giessen.

## Jumelages
- Maîche (France) depuis 1978
- Biograd na Moru (Croatie) depuis 2010

Le parrainage avec l'Unterseeboot U 17